# Yu Chol-u
Yu Chol-u (hangul: 유철우 né le 8 août 1959) est l'actuel directeur de l'Administration nationale du développement aérospatial (NADA), l'agence spatiale Nord-Coréenne.